# Håkan Hardenberger
Håkan Hardenberger (Malmö, 27 de octubre de 1961) es un trompetista sueco.
Estudió en su ciudad natal con el también sueco Bo Nilsson. Más tarde estudió en París con Pierre Thibaud así como con Thomas Stevens en Los Ángeles.
Es un trompetista versátil, que ha grabado tanto repertorio clásico (Haydn y Hummel) como contemporáneo, del que es especialista.
El 1 de junio de 2010 actuó en Barcelona, en el ciclo Palau 100, en el Palacio de la Música Catalana, interpretando Aerial (concierto para trompeta y orquesta) de H.K. Gruber, con la Orquesta Sinfónica de Londres bajo la dirección de Daniel Harding.

## Discografía
Álbumes
- 2012: Both Sides, Now
- 2011: Haydn/Hummel/Richter: Virtuoso Trumpet Concertos
- 2007: The Art of the Trumpet
- 2006: 20/21 Gruber 'Aerial', Eötvös 'Jet Stream', Turnage 'From the Wreckage', Gothenburg Symphony Orchester, Peter Eötvös (Grammophone 2894776150)
- 2006: Exposed Throat Gruber, Börtz, Ruders, Henderson, Holloway (BIS 1281)
- 2002: British Music Collection: Orchestral Works Peter Maxwell-Davies, BBC Philharmonic Orchestra, Elgar Howarth (Decca 4734302)
- 2002: Adventures - Mysteries of the Macabre Gyorgy Ligeti, Roland Pöntinen (Deutsche Gramophon 4716082)
- 2002: Concertos Martinsson, Pärt, Tanberg, Gothenburg Symphony Orchestra, Neeme Järvi (BIS 1208)
- 2001: British Music Collection: Dispelling the Fears Mark-Anthony Turnage, Philharmonia, Wallace, Harding (Decca 4688142)
- 2001: Prières san Parole Constant, Tomasi, Jolivet, Sauguet, Jansen, Satie, Damase, Hakim, Simon Preston (BIS 1109)
- 2001: British Music Collection: Endless Parade Harrison Birtwistle, BBC Philharmonic, Elgar Howarth (Decca 4734302)
- 2000: Wind Concertos Joseph Haydn, Academy of St Martin-in-the-Fields, Sir Neville Marriner, Elgar Howarth (Decca Eloquence 4681802)
- 2000: Panorama - Virtuoso Trumpet Clarke, Albinoni, M. Haydn, JS Bach, Stamitz, Hummel, I Musici, Sir Neville Marriner, Hans Stadlmair, Simon Preston (DG 4692292)
- 2000: Famous Classical Trumpet Concertos (2 CDs) Haydn, Hertel, Hummel, Stamitz…, The Academy of St.Martin-in-the-Fields, The London Philharmonic, Sir Neville Marriner, Elgar Howarth, Simon Preston, I Musici (Philips 464028-2)
- 2000: Håkan Hardenberger plays Swedish Trumpet Concertos Börtz, Sandström, Rabe, Malmö Symphony Orchestra, Gilbert Varga (BIS 1021)
- 1999: Concertos for Piano and Trumpet Shostakovitch, Enesco, City of Birmingham Symphony Orchestra, Paavo Järvi, Leif Ove Andsnes (EMI 5567602)
- 1999: Fireworks - Music composed by Elgar Howarth: Vol 3 Elgar Howarth, Eikanger-Bjørsvik Musikklag, Elgar Howarth (Doyen Records)
- 1997: Brass Concertos Holmboe, Aalborg Symphony Orchestra, Arwel Hughes, Christian Lindberg, Jens Bjørn-Larsen (BIS 802)
- 1996: Emotion Henze, Takemitsu, Berio, Kagel, Tisné, Blake Watkins, Henze, Ligeti (Philips 446 065-2)
- 1995: Cycle-Concert Skalkottas, H.Holliger / B.Canino / K. Thunemann (Philips 442 795-2/Universal Music 470-486-2)
- 1994: Baroque Trumpet Concerti Albinoni, Vivaldi, Corelli, Torelli, Marcello, Viviani, Franceschini, Baldassare, I Musici di Roma (Philips 442 131-2)
- 1994: The Virtuoso Trumpet J-B Arban, Jean Françaix, Antoine Tisné, Arthur Honegger, Sir Peter Maxwell Davies, Folke Rabe, John Hartmann, Roland Pöntinen (BIS 287)
- 1994: Requiem Henze, Ensemble Modern, Ingo Metzmacher, Ueli Wiget (Sony SK 58972)
- 1992: Trumpet and Organ Spectacular Martini, Clarke, Albinoni, Bach, Læillet, Gounod, Telemann, Simon Preston (Philips 434-074-2)
- 1990: Trumpet Concertos Telemann, Academy of St Martin-in-the-Fields, Iona Brown, Michael Laird, William Houghton (Philips 420954)
- 1990: Concertos Hummel, Hertel, Stamitz, Haydn,J., Academy of St Marin-in-the-Fields , Sir Neville Marriner (Philips 420-203-2)
- 1989: Kantaten Bach, JS, Carl Philip Emmanuel Bach Chamber Orchestra, Barbara Hendrichs, Peter Schreier (EMI 7498452)
- 1989: At the Beach Höhne, Dinicu, Thomson, Mendelssohn, Waldtenfel, Bernstein, Glazunov, Ibert, Weide, Reger, Bitsch, Pöutine, Roland Pöntinen (Philips 422-344-2/Polygram Classics)
- 1988: Requiem for Fallen Soldiers Tubin, Lund Studentsångare, Gothenburg Symphony Orchestra, Neeme Järvi (BIS - CD297)